# 自由人李會榮
自由人李會榮（韓語：자유인 이회영 ) 是2010年上映的一部韓國電視劇，共5集。該電視劇由鄭東煥、安在模、權五重等人主演。该剧講述的是韓國獨立運動人士李会荣的故事。自由人李會榮也是一部為紀念日韓合併條約簽署100週年而創作的電視劇。该剧于2010年8月29日至9月12日期間的週末在KBS第1频道上播出。